# Leo Moser
Leo Moser (Viena, 11 de abril de 1921 — Edmonton, 9 de fevereiro de 1970) foi um matemático austríaco.
Natural de Viena, Leo Moser emigrou com os pais para o Canadá quando tinha três anos. Completou a licenciatura na Universidade de Manitoba em 1943, e o mestrado na Universidade de Toronto em 1945. Após dois anos de ensino ingressou na Universidade da Carolina do Norte para completar o doutoramento, orientado por Alfred Brauer. Aí, em 1950, começou a sofrer de problemas cardíacos. Ensinou no Texas Technical College durante um ano e depois na Universidade de Alberta em 1951, onde ficou até aos 48 anos de idade, quando faleceu.
Em 1966, Moser investigou sobre a questão "Qual é a mais pequena região que pode conter qualquer arco planar de comprimento unitário?". Este é ainda um problema em aberto em geometria discreta. Também ficou célebre pelo estudo do problema da passagem do sofá num ângulo reto